# Camellia parvipetala
Camellia parvipetala là một loài thực vật có hoa trong họ Theaceae. Loài này được J.Y.Liang & Z.M.Su mô tả khoa học đầu tiên năm 1985.